# Saint-Martin-des-Pézerits
Saint-Martin-des-Pézerits is een gemeente in het Franse departement Orne (regio Normandië) en telt 113 inwoners (2009). De plaats maakt deel uit van het arrondissement Mortagne-au-Perche.

## Geografie
De oppervlakte van Saint-Martin-des-Pézerits bedraagt 4,7 km², de bevolkingsdichtheid is dus 24 inwoners per km².
De onderstaande kaart toont de ligging van Saint-Martin-des-Pézerits met de belangrijkste infrastructuur en aangrenzende gemeenten.

## Demografie
Onderstaande figuur toont het verloop van het inwonertal (bron: INSEE-tellingen).